# Carlo Acutis
Blahoslavený Carlo Acutis (3. května 1991 Londýn – 12. října 2006 Monza) byl italský student gymnázia, katolický aktivista a amatérský programátor. Nejvíce byl známý tím, že zdokumentoval a zkatalogizoval eucharistické zázraky na webové stránky, které vytvořil v posledních měsících svého života. V 15 letech náhle zemřel na leukémii. Byl známý svou veselou povahou, počítačovými dovednostmi, a také svou hlubokou oddaností Eucharistii, která se stala základním tématem jeho života.

## Život
Narodil se v Londýně 3. května 1991 v bohaté italské rodině jako jediné dítě. Jeho rodiče, Andrea Acutis a Antonia Salzano, pracovali v bankovním sektoru a v pojišťovnictví v Londýně a Německu. V září 1991, krátce po narození prvního syna Carla, se usadili v Miláně. Carlo byl pokřtěn, ale vychován v rodině nikoliv nábožensky založené. K víře jej vedl dědeček z matčiny strany, který ale v Carlových čtyřech letech zemřel. 

Hrob Carla Acutise, bazilika Santa Maria Maggiore, Assisi

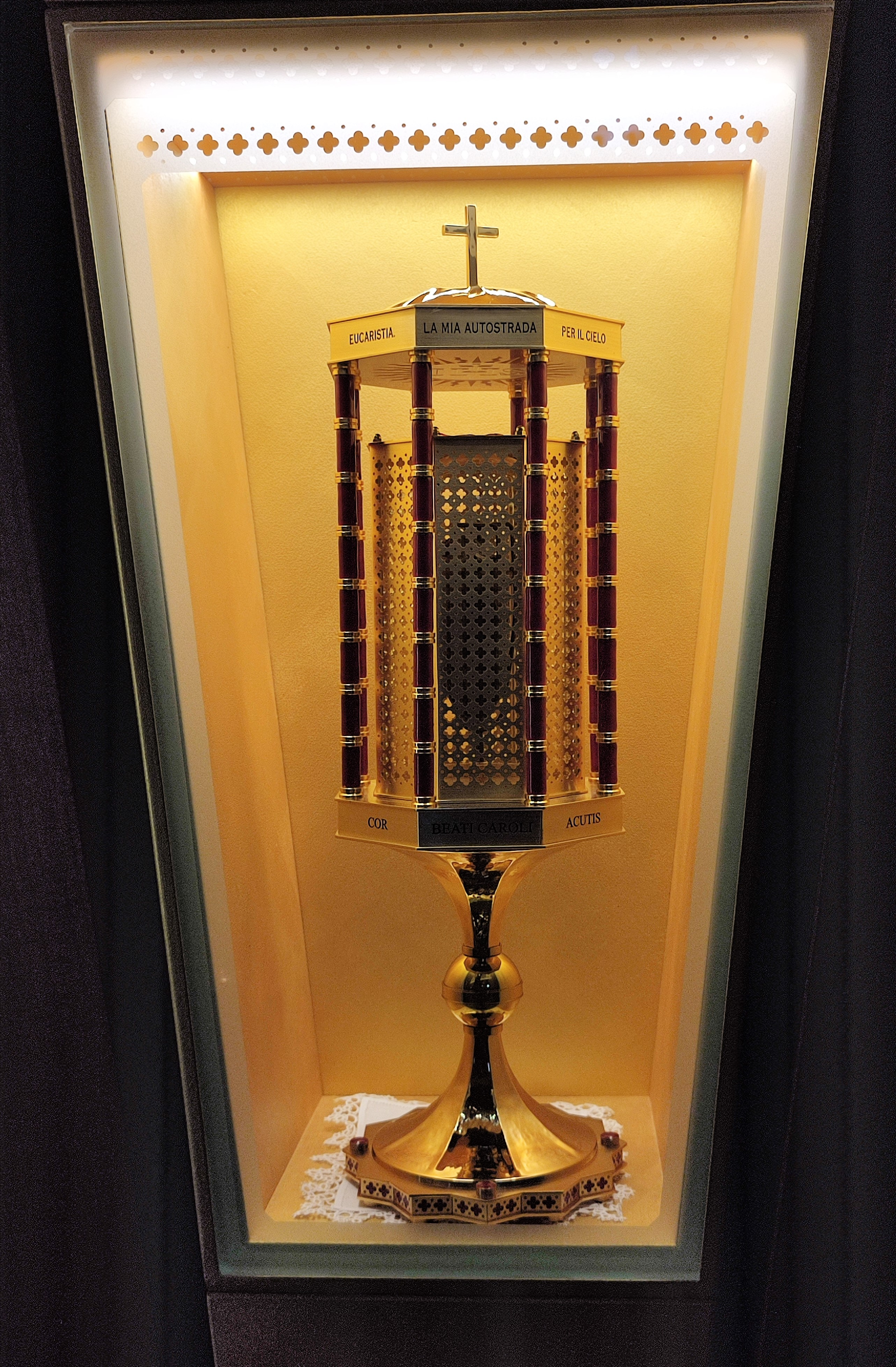
Relikviář se srdcem Carla Acutise, katedrála San Ruffino, Assisi

V sedmi letech poprvé přijal Krista přítomného v Eucharistii a snažil se ho přijímat co možná nejčastěji. Často také před nebo po mši svaté rozjímal před eucharistickým svatostánkem. Jednou týdně chodil ke zpovědi. Ve 12 letech byl biřmován. Jeho koníčkem bylo cestování a počítače. Základní školu navštěvoval v Miláně, kde také absolvoval čtyři ročníky jezuitského lycea v Institutu Lva XIII. Jako své životní vzory si zvolil světce: svatého Františka z Assisi, svaté Francisca a Jacintu Marto, svatého Dominika Savia, svatého Tarsicia a svatou Bernadetu Soubirous.
Staral se o přátele z rozvedených rodin, zval je do svého domu, aby je podpořil a potěšil. Hájil práva zdravotně postižených a i ve škole se zastával zdravotně postižených vrstevníků. Rád cestoval, z poutních míst nejraději navštěvoval Assisi (více než jiná místa).
Od malička rád hrál počítačové hry, sledoval komiksy a byl velkým nadšencem do počítačů (geekem). Od 11 let projevoval soustředěný zájem o eucharistické zázraky, začal je sepisovat, katalogizovat a když se v roce 2005 naučil programovat, vytvořil pro ně webové stránky s vlastním komentářem. Na těchto webových stránkách mj. prohlásil: „Čím více Eucharistie dostáváme, tím více se staneme jako Ježíš, takže na této zemi budeme mít předzvěst nebes.“
Na přelomu září a října 2006 onemocněl progresivní leukémií podtypu M3, která se zpočátku projevovala jako chřipka.. Když byla nemoc diagnostikována, zbýval Carlovi asi týden života. Nabídl nést své bolesti jak za papeže Benedikta XVI., tak i za katolickou církev. Prohlásil „Nabízím všechno utrpení, které budu muset trpět, Pánu za papeže a církev.“ Požádal rodiče, aby ho vzali na pouť na místa Eucharistických zázraků, ale jeho rychle se zhoršující zdravotní stav to již nedovolil.  Na otázku ošetřujícího lékaře, zda trpí bolestí, odpověděl: „Existují lidé, kteří trpí mnohem víc než já“. Zemřel 12. října 2006 v 6:45 ráno na leukémii. Podle svého přání byl pohřben do země na městském hřbitově v Assisi 
Čtyři roky po Carlově smrti se v den jeho úmrtí Carlově 44leté matce narodila dvojčata.

## Beatifikace a translace hrobu
Nedlouho po Carlově smrti se objevily hlasy, které si přály jeho blahořečení. Snaha nabrala na rychlosti v roce 2013 poté, co byl jmenován služebníkem Božím, což je první etapa na cestě ke svatořečení. Dne 5. července 2018 jej papež František podepsáním dekretu o jeho hrdinských ctnostech prohlásil za ctihodného. Stejný papež schválil zázrak, který mu byl připsán, což umožnilo jeho blahořečení. Blahořečení bylo slaveno v Assisi v bazilice svatého Františka z Assisi dne 10. října 2020. Liturgii předsedal kardinál Agostino Vallini, kterého k tomu pověřil papež František.
V souvislosti s úspěšnou postulací byly již v lednu 2019 Carlovy ostatky exhumovány, esteticky upraveny a 6. dubna 2019 přeneseny do baziliky Santa Maria Maggiore v Assisi, kde jsou od října 2020 vystaveny v proskleném sarkofágu. Druhý památník byl téhož roku vytvořen jako predela na bočním oltáři v severní lodi katedrály sv. Rufina v Assisi, kde je oficiální Carlův portrét a skleněné ostensorium s relikviemi z kapek Carlovy krve.
Po blahořečení začal proces směřující ke Carlově kanonizaci s hesly "první světec internetu" a "patron počítačových programátorů".[zdroj?]
Dne 23. května 2024 papež František uznal druhý zázrak a schválil jeho svatořečení. Datum svatořečení bylo posléze stanoveno na 27. dubna 2025, ale po smrti papeže Františka došlo k jeho odložení. Později bylo jeho svatořečení stanoveno na 7. září 2025, kdy se má konat na Svatopetrském náměstí. Bude se tak jednat o prvního známého svatořečeného mileniála.